# Третешть
Третешть (рум. Tretești) — село в Кагульском районе Молдавии. Наряду с селами Зырнешть и Пайку входит в состав коммуны Зырнешть.

## География
Село расположено на высоте 6 метров над уровнем моря.

## Население
По данным переписи населения 2004 года, в селе Третешть проживает 54 человека (25 мужчин, 29 женщин).
Этнический состав села:
| Национальность | Число жителей | Процентный состав |
| -------------- | ------------- | ----------------- |
| молдаване      | 52            | 96.3              |
| украинцы       | 1             | 1.85              |
| румыны         | 1             | 1.85              |
| Всего          | 54            | 100%              |